# Завал (Костромская область)
Зава́л — деревня в Ореховском сельском поселении Галичского района Костромской области России.

## География
Деревня расположена на берегу реки Вёкса.

## История
Согласно Спискам населенных мест Российской империи в 1872 году деревня относилась к 1 стану Галичского уезда Костромской губернии. В ней числилось 19 дворов, проживало 27 мужчин и 29 женщин.
Согласно переписи населения 1897 года в деревне проживало 63 человека (23 мужчины и 40 женщин).
Согласно Списку населенных мест Костромской губернии в 1907 году деревня относилась к Вознесенской волости Галичского уезда Костромской губернии. По сведениям волостного правления за 1907 год в ней числилось 13 крестьянских дворов и 87 жителей. Основным занятием жителей деревни, помимо земледелия, был плотницкий промысел.
До муниципальной реформы 2010 года деревня входила в состав Унорожского сельского поселения.

## Население
| 2008 | 2010 | 2012 | 2014 |
| ---- | ---- | ---- | ---- |
| 4    | →4   | ↘3   | →3   |